# Ga Kheha BTS

Bảng hiệu ga Kheha

Kheha (tiếng Thái: สถานีเคหะฯ, phát âm [sā.tʰǎː.nīː kʰēː.hàʔ]) là một ga BTS Skytrain, trên Tuyến Sukhumvit ở Samut Prakan, Thái Lan.
Kheha là một ga cuối phía Đông của Tuyến Sukhumvit. Nó mở cửa vào ngày 6 tháng 12 năm 2018 thuộc một phần mở rộng 13-km về phía Đông. Rides on the extension were free until 2 January 2024. Dự án hiện đã lên kế hoạch kéo dài đến Bang Pu.

## Lịch sử
Trong đề xuất chính thức, nhà ga được đặt tên là Kheha Samut Prakan do nó nằm cạnh dự án nhà ở Samut Prakan (tiếng Thái: การเคหะสมุทรปราการ; Kan Kheha Samut Prakan).
Tên Kan Kheha Haeng Chat (tiếng Thái: การเคหะแห่งชาติ; 'Dự án nhà ở quốc gia') đã được đề xuất. Tuy nhiên, điều này dẫn đến sự nhầm lẫn do số lượng lớn các dự án nhà ở trong Vùng đô thị Bangkok. Hội Hoàng gia Thái Lan cuối cùng đã yêu cầu Mass Rapid Transit Authority of Thailand đơn giản hoá tên thành Kheha để dễ dàng sử dụng.